# الكفر في الإسلام
الكُفْرُ هو مُصطلح إسلامي بمعنى نقيض الإيمان بالله الواحد،  وتكذيب النبي في شيء مما جاء به ضرورةً. وفي الدين هو صِفَة مَن جحدَ شيئًا مما افترضَ اللهُ الإيمان به بعد قيام الحجة وبلوغ الحق. وهو أيضًا صِفة مَن عمِلَ عملًا جاء النَّصُ بأنَّه مُخرِجٌ لفاعله عن اسم الإيمان. وقد أتى الكفر في اللغة بمعنى الستر والتغطية،  وفي الاصطلاح أتى بمعنى ضد الإيمان، ونقيض الشكر، وجحود للنعمة وذلك بحسب السياقات المُختلفة.
وللكفر أنواع عند أهل الحديث، فهنالك ما يسمى بالكفر الأكبر وهو المُوجب للخلود في النار، والكفر الأصغر هو الموجب لاستحقاق الوعيد دون الخلود فيها. وإنَّ للكفر الأكبر خمسة أنواع، كفر تكذيب، وكفر استكبار وإباء مع التصديق، وكفر إعراض، وكفر شك، وكفر نفاق.

## الكفر لغة واصطلاحًا

### الكفر لغةً
اتفقت المعاجم العربية على أنَّ المعنى الأصلي للجذر «كَفَرَ» في اللغة هو السَّترُ والتَّغطيَةُ،  وجاء في المعجم الإشتقاقي المؤصل أنَّ المعنى المحوري لهذا الجذر هو «تغطيةٌ تامة كثيفة لا يظهر معها شيءٌ من المغطَّى»،  وأنَّ هناك معانٍ فرعيَّة منبثقة بحسب السياق، لكنها ترجع في النهاية إلى هذا الاصل الواحد،  فيقال لمن غطَّى درعه بثوبٍ: قد كفر درعه،  والكافر: الليل والبحر، ومغيب الشمس. وكل شيء غطى شيئاً فقد كَفَرهُ. والكافِرُ من الأرض: ما بعد عن الناس، لا يكاد ينزله أحد، ولا يمر به أحد، ومن حلها يقال: هم أهل الكُفُور. قال الضرير: هي القرى، واحدها: كَفْرٌ. ويقال: أهل الكُفور عند أهل المدائن كالأموات عند الأحياء. والكافرُ في لغة العامة: ما استوى من الأرض واتسع. والكافر: النهر العظيم، والكَفَرُ: الثنايا من الجبال. ويقال للزارع كافر لأنه يغطي الحب بتراب الأرض،  حيث جاء في القرآن: ﴿اعْلَمُوا أَنَّمَا الْحَيَاةُ الدُّنْيَا لَعِبٌ وَلَهْوٌ وَزِينَةٌ وَتَفَاخُرٌ بَيْنَكُمْ وَتَكَاثُرٌ فِي الْأَمْوَالِ وَالْأَوْلَادِ كَمَثَلِ غَيْثٍ أَعْجَبَ الْكُفَّارَ نَبَاتُهُ ثُمَّ يَهِيجُ فَتَرَاهُ مُصْفَرًّا ثُمَّ يَكُونُ حُطَامًا وَفِي الْآخِرَةِ عَذَابٌ شَدِيدٌ وَمَغْفِرَةٌ مِنَ اللَّهِ وَرِضْوَانٌ وَمَا الْحَيَاةُ الدُّنْيَا إِلَّا مَتَاعُ الْغُرُورِ ۝٢٠﴾ [الحديد:20].
وتَكَفَّرَ في السّلاح أي: تغطّى فيه، والْكَافُورُ: أكمام الثمرة. أي: التي تكفُرُ الثّمرةَ. وكفر السّحابُ السّماءَ، وكَفَر المتاعَ في الوعاء، وكَفَر الليلُ بظلامه. وليل كافر. ولبِس كافرَ الدُّروع، وهو ثوب يلبس فوقها. وكفرت الريحُ الرسْمَ، والفَلاَّحُ الحَبَّ، ومنه قيل للزُّراع الكُفَّار. وفارس مكفَّر ومتكفِّر. وكفَّر نفسه بالسّلاح.

### الكفر اصطلاحًا
الكفر في الاصطلاح هو جحود الوحدانية أو الشريعة أو النبوة،  أو جحود بالألوهية والربوبية معًا.

## الكفر ابتداءً
يمكن تعريف الكفر بأنه إنكار شخص ما، الدين الإسلامي جحوداً، ويشرط أغلب المسلمين في أن، لابد أن تصله صورة صحيحة عن الإسلام فإذا رفضها حينها تعمداً واستكباراً فهو كافر؛ ولذلك يربط القرآن في آيات كثيرة بين الحكم بالكفر وبلوغ الدعوة ومعرفة الحق والهدى فقد ورد في القرآن: ﴿إِنَّ الَّذِينَ كَفَرُوا وَصَدُّوا عَنْ سَبِيلِ اللَّهِ وَشَاقُّوا الرَّسُولَ مِنْ بَعْدِ مَا تَبَيَّنَ لَهُمُ الْهُدَى لَنْ يَضُرُّوا اللَّهَ شَيْئًا وَسَيُحْبِطُ أَعْمَالَهُمْ ۝٣٢﴾ [محمد:32]؛ حيث جعل القران بيان الهداية شرطاً للحكم بالكفر كما أن معاداة النبي مشروطتان ببيان الهدى فإذا لم يتبين فالعداوة متوقعة، ولابد من التفكر في اختيار لفظ «الهُدَى» الذي يعني انشراح الصدر والطمأنينة لدعوة ما، وليس فقط مجرد سماعها أو القراءة العابرة عنها و«الهُدَى» يتضمن الاقتناع والإعجاب بالدين. والمقصود وصول الدعوة لغير المسلم واضحة. ويساوي أبو حامد الغزالي في كتابه (فيصل التفرقة بين الإسلام والزندقة) بين من لم تصلهم رسالة الإسلام أصلا وبين من وصلتهم صورة مشوهة عنه وعن نبيه فكلاهما معذور، كما يعتبر محمد الغزالي في (مع الله، دراسات في الدعوة والدعاة) من وصلته صورة محرفة ومنفرة عن الإسلام بالجاهل الذي لا يدري حقيقة الدين وهو معذور قياساً على الآية القرآنية ﴿ذَلِكَ بِأَنَّهُمْ قَوْمٌ لَا يَعْلَمُونَ﴾ [التوبة:6]، ويرى الكثير، أن من كفر بالإسلام متأثراً بالصورة السيئة التي وصلته عنه يٌعد كافراً فقط بهذه الصورة لا كافراً بحقيقة الإسلام التي لم تصله أصلاً، كما يجب التفريق بين اليهود والنصارى من منظور فهمهم للألوهية حيث أن اليهود لا يقولون بالتثليث.

## الكفر ردة
اتفق المسلمون على أن الكفر ردة، هو انكار المسلم أحد مبادئ الإسلام أو أحد أركان الإسلام، أو الإصرار على مخالفة أحكام الإسلام (العقائدية والعملية). ولكنهم اختلفوا في تفصيل هذه المبادئ والأركان والمخالفات.

## موقف المسلمين من الكافر
نظرا لاختلاف المسلمين في تحديد تعريفا واحدا للكافر فقد اختلفوا في تحديد موقفهم ممن يتهم بالكفر، وخصوصا من يتهم بالكفر ردة. وبشكل عام فإن أغلب أهل السنة والجماعة يتحدد موقفهم من خلال عقيدة الولاء والبراء بينما تحدد أغلب طوائف الشيعة موقفها استنادا إلى موقف المخالفين لهم في إنكار مبدأ الإمامة. اختلف موقف المسلمين من الكافر فالبعض يؤمن بقتال الكافر بعد عرض الإسلام عليه وعدم استجابته للدخول فيه، والبعض الآخر يرى عدم مقاتلة الكفار المسالمين غير المقاتلين، نزولا إلى بعض الطوائف التي لا تؤمن بقتال الكافر أصلا.
وقد ورد تفصيل عن هذا التدرج في الكفر في كتاب يوسف القرضاوي الذي عنوانه ظاهرة الغلو في التكفير
وهناك كتاب آخر للشيخ عبد الله بن محمد القرني باسم (ضوابط التكفير عند أهل السنة)، وكتاب آخر من تأليف سميرة بنت عائض القحطاني باسم (ضوابط التكفير عند أهل السنة والجماعة).